# Vrijmetselarij in Utrecht
De oudste vermeldingen over vrijmetselarij in Utrecht onder obediëntie van het Grootoosten der Nederlanden gaan terug tot 1751.

## Geschiedenis van de vrijmetselarij in de stad Utrecht
Als eerste in ’t Sticht werkende vrijmetselaarsloge wordt de Loge “’l Astrée” (ook wel “’l Astréa”) genoemd. De loge kwam bijeen in het naast de Domtoren gelegen koffiehuis van Rhijn, tegenwoordig verbouwd tot ingang van de Domtoren. De loge was opgericht in 1751, maar over haar installatie is weinig bekend. Ze zou slechts kort hebben bestaan, en werd in 1760 opnieuw geïnstalleerd; in mei 1762 waren er problemen toen voorzitter de Hauteville niet werd herkozen. In juni 1762 ontstond daarom uit “’l Astrée”  een tweede loge, "De Goede Trouw". Het meningsverschil tussen beide loges werd op 8 mei 1764 bijgelegd. Rond 1800 hield de loge op te bestaan, nadat al sinds 1770 door aanhoudende werkloosheid verval was opgetreden. In juli 1805 ontving vervolgens loge "De Vereenigde Broeders", opgericht door teruggekeerde officieren uit het Bataafse Legioen, haar constitutiebrief. Maar ook deze loge was geen lang leven gegeven, na vijf jaren was ook zij verdwenen.

## Ultrajectina
Er was 15 tot 20 jaar in de stad geen reguliere vrijmetselaarsloge meer werkzaam geweest, toen in 1830 de historie van de loge Ultrajectina begon, nadat Willem Frederik Karel van Oranje-Nassau (1799-1881) een wettige constitutiebrief verleende. Het verzoek tot stichten van de loge werd gedaan onder de naam “De Unie van Utrecht”, door Arent baron Sloet van Tweenijenhuisen, Reinder Willem baron van Hemert tot Dingshof, Hendrik Johan Rose, jhr. Peter Jacob van de Does de Bye, Gerard Johannes Beeldsnijder, jhr. Elisa Cornelis Unico van Doorn, Jacob Pieter Cazius, Rudolph Florentinus van Rhijn en jhr. Pieter Six. De constitutiebrief vermeldt dezelfde namen, hoewel de loge daarin wordt vermeld met de naam ‘Ultrajectina’. Deze naamswijziging geschiedde op verzoek van het hoofdbestuur van de Orde van Vrijmetselaren onder het Grootoosten der Nederlanden. Ultrajectina is de oudste nu nog werkende loge in de stad.

## Van één naar vier loges in de stad
Aan het begin van de 20ste eeuw gingen stemmen op om de loge te splitsen. In 1932 werd het besprokene realiteit en zag de loge De Unie van Utrecht het levenslicht. 
In 1955 en 1956 ontstonden uit Ultrajectina en De Unie van Utrecht twee nieuwe loges: De Stichtse Broederschap en Hermannus van Tongeren, vernoemd naar de Nederlandse Grootmeester, die tijdens zijn ambtsperiode door de bezetter gevangen werd genomen en stierf in een concentratiekamp in 1941. Beide loges werken nu, net als Ultrajectina, in het logegebouw aan de Maliebaan. Dat gebouw werd in 1986 aangekocht ter vervanging van het gebouw aan de Lange Jufferstraat, dat gedurende 130 jaar als logegebouw had gediend. Het oorspronkelijke woonhuis is dankzij de intensieve “operatieve zelfwerkzaamheid” van de leden geheel verbouwd en ingericht. In 1969 vertrok De Unie van Utrecht naar Bilthoven, waar zij nu nog steeds actief is. In 1979 werd loge Johannes opgericht, waarmee het aantal loges in de stad weer op vier kwam.

## Andere obediënties
Naast bovengenoemde “mannenloges”, zijn in de stad nog twee "gemengde" loges werkzaam: Loge Ken Uzelven (Internationale Orde der Gemengde Vrijmetselarij Le Droit Humain) en
Loge De Hoeksteen (Nederlandse Grootloge der Gemengde Vrijmetselarij).